# Horvát Királyság

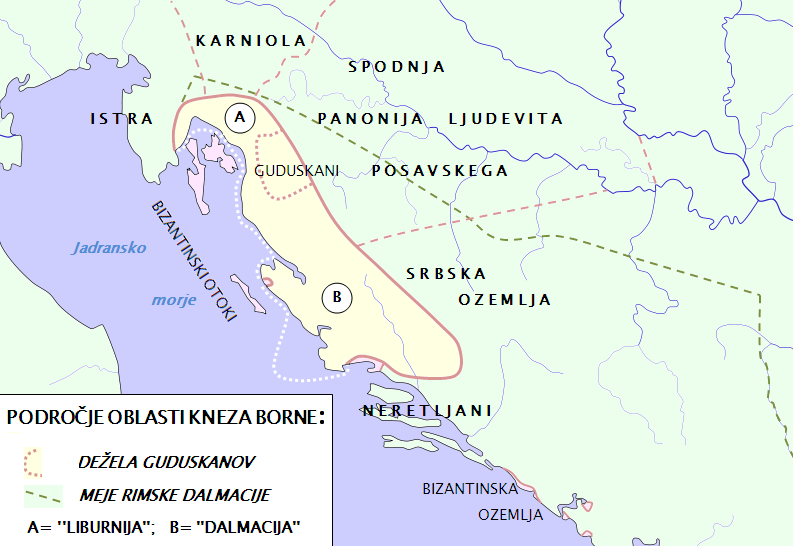
Borna horvát és Ljudevit szlavóniai fejedelemsége a 9. század elején

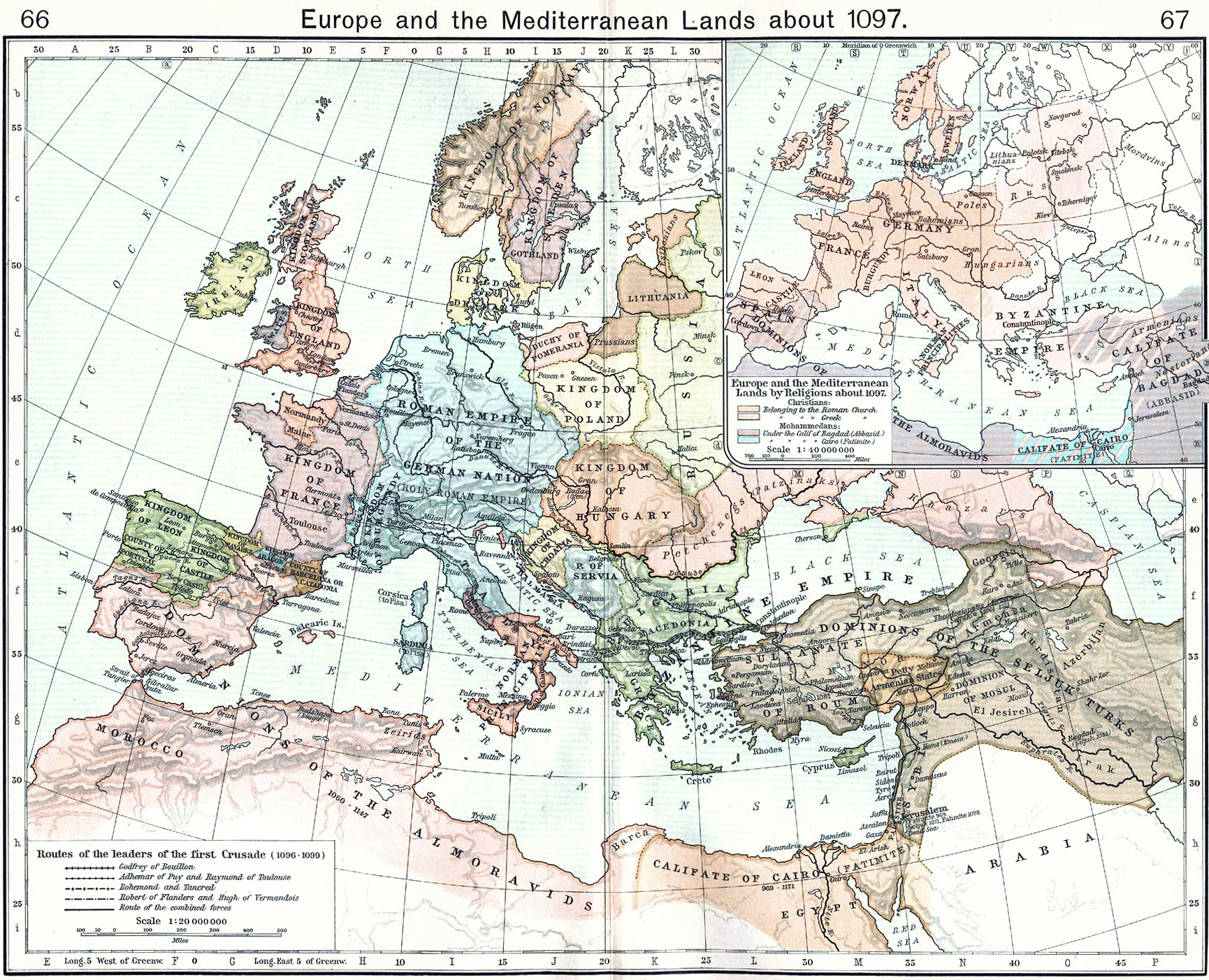
Európa 1097 körül

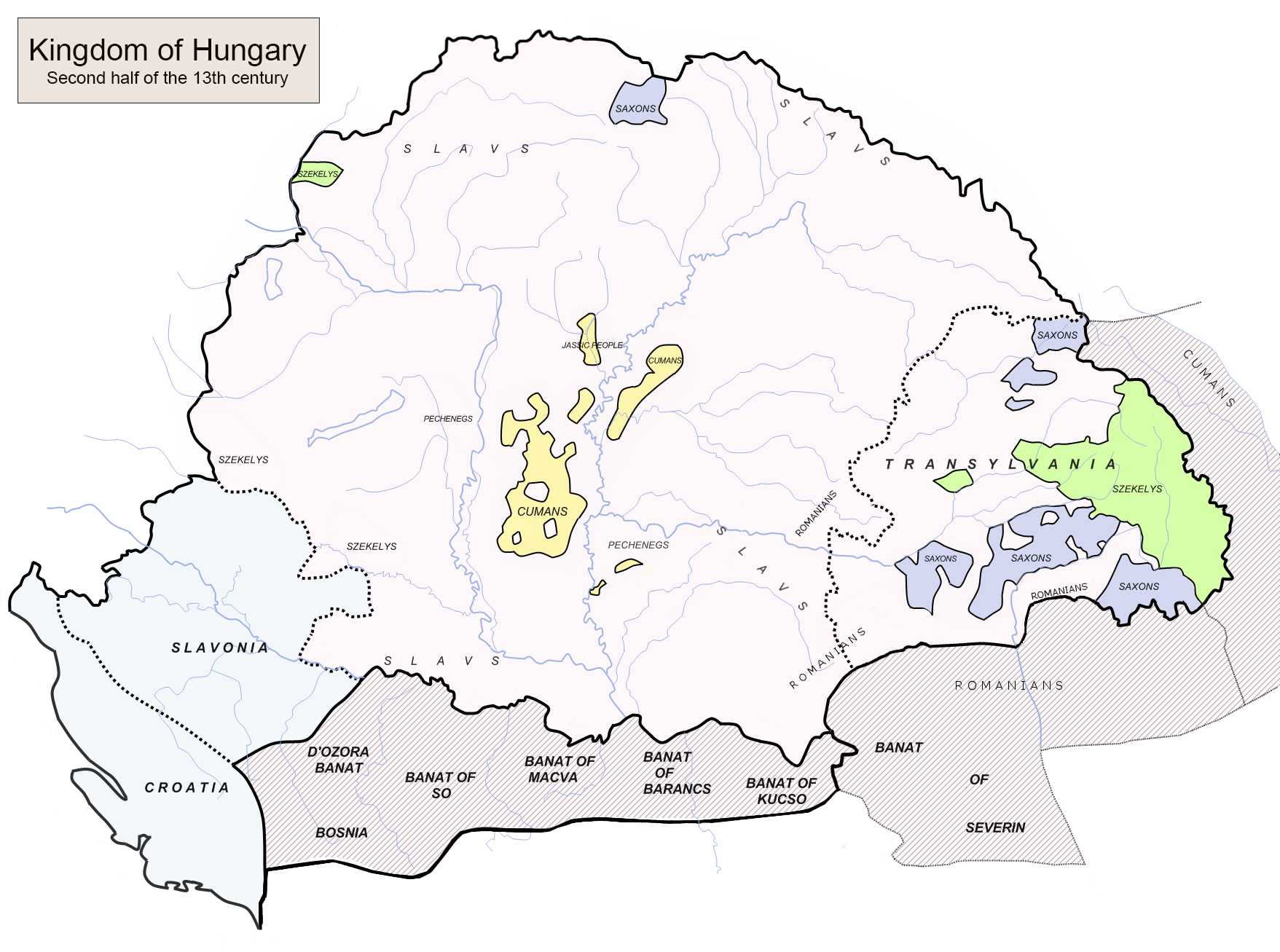
A Horvát és a Szlavón Bánság a Magyar Királyság keretében a 13. század végén

A Horvát Királyság a 7. században Fehér-Horvátországból az Adriai-tenger partjára vándorló horvátok állama volt a 10. századig mint önálló Horvát Fejedelemség, utána a 11. század végéig mint önálló királyság. Ekkor Szent László meghódította, és a magyar korona egyik országává tette. 1918-ig a magyar királyok viselték a Horvátország, Szlavónia és Dalmácia királya címet, akiknek nevében a horvátok lakta tartományokat bánok kormányozták.

## Története
A szlávok a 6. század végéig a Kárpátoktól északra és északkeletre eső területeken éltek, őshazájukat általában a Pripjaty (folyó) környékére teszik. A fehér horvátok területe a 6. század végén a Kárpátok mellett Krakkó környékén volt, a fekete horvátoké tőlük északnyugatra. Maga a horvát név valószínűleg iráni eredetű, de eredetéről közelebbit nem tudunk. VII. Kónsztantinosz bizánci császár szerint a horvátok Fehér-Horvátországból érkeztek Dalmatia provincia területére a 7. században, pontosabban Hérakleiosz bizánci császár uralkodása (610 – 641) idején. A hagyomány szerint 641-ben Márton apát a pápa megbízásából dalmáciai körútja során téríteni kezdte a horvátokat, a folyamat azonban csak a 9. században fejeződött be.

### Horvát Fejedelemség
A horvátok, szlovének és más szláv törzsek a 7. század végétől alakították ki fejedelemségeiket Dalmatia és Pannonia provincia területén. A forrásszegény 7. és 8. század után a 9. század elején két horvát–szlavón fejedelemség tűnik fel, Borna tengermelléki horvát és Vojnomir – etnikailag horvátnak tekinthető – Szlavóniai Fejedelemsége. Nagy Károly frank és I. Mihály bizánci császár 812-ben az aacheni békében megosztoztak az adriai partvidék fennhatóságán. Dalmácia Bizáncé maradt, míg a tengermelléki horvát fejedelemség a frankok befolyása alá került. Borna a frank források szerint 819 körül frank vazallusként részt vett az akkor már Ljudevit vezette, szintén frank hűbéres szlavóniai fejedelemség lázadásának leverésében. A jelek szerint a 9. század végéig két horvát fejedelemség létezett.
A Horvát Fejedelemség területén a Friuli Őrgrófság politikai és az Aquileiai Patriarchátus egyházi befolyása érvényesült. I. Trpimir fejedelem 852-ben alapította meg a dalmáciai Rižinice mellett az első horvát bencés kolostort. Az alapító latin nyelvű oklevél beszél először horvát fejedelemről (dux Chroatorum) és a horvátok országáról (regnum Chroatorum). Trpimir sikerrel harcolt I. Borisz bolgár kánnal a hegyvidéken kiterjesztve saját uralmát. A bizánciak 870-ben Dalmáciában felállították új közigazgatási egységüket, a themát, a 9. század végétől ennek ellenére a dalmáciai városoknak adót kellett fizetniük a horvát fejedelmeknek, s ekkor a horvátok terjeszkedni kezdtek Közép-Dalmácia felé, ahol létrehozták saját hatalmi központjaikat (Nin, Knin, Solin, majd később Biograd és Šibenik). A horvátok létrehozták saját püspökségüket is Nin központtal valószínűleg I. Miklós pápa idején aki az aquileiai pátriárka helyett római felügyelet, azaz a Spalatói Érsekség alá rendelte azt.
A 9. században kezdődött a horvátok és a romanizált dalmátok összeolvadása, ami az újkor elejére fejeződött be teljesen. I. Trpimir halála és átmeneti trónküzdelmek után a 9. század végétől a Trpimirović-ház uralkodott. A központosított hatalomra egyre nagyobb szükség volt, hogy meg tudják fékezni a Velencei Köztársaság terjeszkedését. Miszláv, Domagoj, majd Branimir fejedelem is sikeresen vette fel a harcot a támadókkal, ezért a velenceiek a 9. század végétől adót fizettek a horvátoknak a kereskedelmi útvonalak használatáért. A bizánci városokat I. Tomiszláv hódoltatta meg; ő lett az első olyan horvát uralkodó, akit a pápa (925-ben, halála évében) királynak ismert el.

### Horvát Királyság
I. Tomiszlávot X. János pápa egy levelében királynak nevezi, de nem tudjuk, történt-e formális koronázás és ha igen, mikor. Egyházjogilag a tengermelléki Horvátország és Dalmácia a spalatói érsekségen keresztül Róma fennhatósága alá tartoztak, bár Dalmácia ekkor még Bizánc terület volt. Megkülönböztették ezen belül magukat a szigorúan latin liturgiájú püspökségek (Trau, Skradin, Zára, Rab, Osor, Krk) a horvát királyság befolyása alatt álló – de szintén Spalato alá rendelt – horvát püspökségtől, amelynek központja valószínűleg előbb Nin, majd Knin volt. A horvát királyok a latin egyház hívei voltak, de a szláv liturgia is felütötte a fejét, főleg a zárai püspökség területén, az egész középkorban.
Tomiszláv alatt a királyság területe jelentős mértékben megnövekedett. A horvát történészek a Dráváig terjedő államról beszélnek, ezt azonban a magyar történészek nem fogadják el. Utóbbiak szerint a magyarok Braszlav fejedelemségének megdöntése után elfoglalták és birtokukban tartották a Szlavóniai fejedelemség területét. VII. Kónsztantinosz bizánci császárnak A birodalom kormányzásáról írt műve szerint a magyarokat a tengerparti horvátoktól a hegyek választották el és nem a Dráva vagy a Száva folyó, vagyis a Száva völgye a magyar fejedelemség része volt már a 10. században is. A magyar történészek között vita azon van, meddig terjedt magyar oldalról a lakott terület és hol kezdődött a mezsgye. A tengerparton a királyság befolyása az Isztriától a Drina folyóig terjedt. Bíborbanszületett Konstantin szerint a királyságot 14 kisebb egységre, zsupánságra osztották, amelyekből tizenegyet közvetlenül a király, hármat pedig a bán kormányzott.
A bán avar eredetű méltóság volt, Konstantin szerint az avarok még a 10. században is felismerhetőek voltak külsejükről Horvátországban. A bánok hatalma egyre növekedett, Pribuna bán letaszította a trónról Miroszlávot, akinek öccsét, II. Krešimirt ültette a helyére. A dinasztiához tartozó Dmitar Zvonimir viszont maga ült IV. Krešimir trónjára. A bán szinte társuralkodói pozíciót szerzett magának. Már a fejedelemség korától kimutatható volt a király mellett működő tanács, amelynek tagjai a bán mellett a horvát–dalmát főpapok, a zsupánságok vezetői, a zsupánok (iuppanusok) és a szintén iuppanusoknak hívott udvari főméltóságok (palatinus, camerarius, pincernarius stb.) és a hercegek voltak.
A 8. század közepén Dalmácia themává alakult az általában Zárában székelő sztratégosz irányításával. I. Tomiszláv horvát király bizánci szövetségben részt vett a Nagy Simeon bolgár cár elleni harcban, akit legyőzött Boszniában. Jutalmul megkapta Bizánctól a Dalmácia feletti felügyeletet. Ekkor egyesült először Horvátország és Dalmácia.
925-ben és 928-ban az első és második spalatói zsinaton a spalatói érsek lett egész Horvátország és Dalmácia prímása. Határozatot hoznak a szláv liturgia ellen a latin javára, azonban eredménytelenül, mert a két liturgia párhuzamosan fennmarad az egész középkorban. 1000-ben a horvát belharcokat kihasználva a velencei flotta először foglalta el a dalmát városokat, Bizánc azonban hamarosan visszafoglalta őket. IV. Krešimir horvát király (1058 – 1075) felveszi a Horvátország és Dalmácia királya címet. A névleges bizánci függés tiszteletben tartásával a dalmát városok Krešimirnek is adót fizettek. Az egyházi szertartásokon a bizánci császár és a horvát király nevét is imába foglalták.
1067 körül Zvonimir horvát bán sógorai, Géza és László magyar hercegek segítségével visszaverte az isztriai őrgróf támadását és Horvátországhoz csatolta a Kvarner szigeteit és az Isztriát a Raša folyóig. 1074-ben IV. Krešimir a dél-itáliai normannok fogságába került családjával együtt. Helyére Zvonimir bán ült a trónra 1075-ben és hűbéri esküt tett VII. Gergely pápának. Zvonimir koronázását a pápa legátusa, Gebizo végezte a pápától kapott uralkodói jelvényekkel (korona, zászló, kard, jogar). Ez a gesztus a császárság és a pápaság küzdelme idején a reformer Gergely pápa részéről a horvát királyság jogi és politikai csúcspontját jelentette.
Zvonimir felesége I. Béla magyar király lánya, I. László húga, Ilona volt. Zvonimir 1089-ben bekövetkezett halála után az özvegy királyné pártja Lászlót hívta meg a trónra, aki 1091-es hadjáratával meghódította az országot, a horvát koronát viszont átengedte unokaöccsének Álmos hercegnek. Ő 1095-ig uralkodott, akkor viszont a László halála miatt közte és Kálmán között kitört trónviszály miatt kénytelen volt elhagyni Horvátországot. Ezt kihasználva Svačić Péter foglalta el a horvát trónt. Kálmán 1096-os magyar királlyá koronázása után hadjáratot indított Horvátországba, amelynek során a Gvozd-hegységi csatában Péter elesett. Ezután Kálmán ismét Álmossal viaskodott, majd Oroszországban hadakozott. Végül 1102-ben Kálmán saját magát koronáztatta horvát királlyá, 1105-ben uralmát Dalmáciára is kiterjesztve.

### Horvát bánságok
Kálmán idejétől kezdve a magyar király viselte a horvát koronát, helyette a bán kormányzott, akinek hatalmát egész Horvátországra kiterjesztették, Dalmácia elfoglalása után Dalmáciára is. A 12. század második felében a bán hatalma a Száva vidékére, azaz Szlavóniára is kiterjedt, amelyet egyébként ezután, a 13. század elejétől kezdtek Szlavóniának nevezni. A horvát–dalmát–szlavón területeket együtt a 13. század húszas éveitől pedig „egész Szlavóniá”-nak is hívták. Korábban Zala vármegye és Somogy vármegye és a mezsgye részét képezte a terület, de ekkortól a Dráva lett ezen vármegyék és Szlavónia határa. Szlavónia területén a már korábban létező sok várispánság közül kettőt – Kőrös vármegye és Zágráb vármegye – a valódi vármegyévé fejlesztettek, ezek ispánjait azonban nem a király, hanem a bán nevezte ki.
A bán hatalmának kiterjesztésekor a horvát–dalmát területeken a tengermelléki bán (banus maritimus) személyében helyettesi pozíciója is létrejött, a 13. század közepétől pedig az al-bán (vicebanus) helyettesítette Szlavóniában. Időnként előfordult, hogy a bán maga viselte a tengermelléki bán címet is, és az is, hogy a tengermelléki bán és a vicebán tisztségét egyesítették.
Gyakori volt a 12. és 13. század folyamán, hogy a bán fölé tényleges, vagy mellé névleges hatalommal az uralkodóházból rendeltek egy herceget vagy hercegnőt Horvátország és Szlavónia kormányzására.

## A királyság zsupánságai
Királyi zsupánságok:
- Livno
- Cetin
- Imotski
- Pliva
- Pset (Bosanski Petrovac)
- Primorje
- Bribir
- Nona
- Knin
- Sidraga
- Nin

Báni zsupánságok:
- Krbava (Korbávia)
- Lika
- Gacka (Gecske)

## Kapcsolódó szócikk
- Horvát Királyság (1102–1527)(wd) (Hrvatsko Kraljevstvo), Horvátország perszonálunióban a Magyar Királysággal